# パヴレ・ユリシッチ＝シュトゥルム

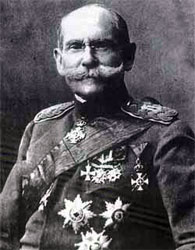
パヴレ・ユリシッチ＝シュトゥルム

パヴレ・ユリシッチ＝シュトゥルム（セルビア語: Павле Јуришић Штурм, ラテン文字表記：Pavle Jurišić Šturm, 1848年8月22日 - 1922年1月14日）は、近代セルビア王国の軍人。

## 生涯
プロイセン王国シュレージエン州のゲルリッツ出身で、スラヴ系のソルブ人である。ドイツ語名はパウルス・オイゲン・シュトゥルム（Paulus Eugen Sturm）。プロイセンの中学校で学び、少尉としてプロイセン軍に勤務した。1876年、少尉としてセルビア公国軍に入隊し、同年の戦争において、2級大隊を指揮した。1877年から1878年にかけての露土戦争時、義勇連隊、クライナ混成連隊を指揮。1885年のセルビア・ブルガリア戦争時、第6連隊長。1887年から1897年まで連隊長、1897年から師団長補佐官。1898年から1900年、1903年から1906年に師団区司令官。1900年8月から1903年7月まで退役。
1906年からオスマン帝国国境の委員。1908年から1917年まで国王第一副官。1912年から1913年のバルカン戦争時、ドリン師団とドナウ師団を指揮した。
第一次世界大戦時、1914年から1916年まで、第1師団（ステパノヴィッチ大佐）と第2ドリン師団（スミリャニッチ大佐）から成る第3支援軍を指揮した。そのほか、オブレノヴァツ支隊とリュボフ支隊が彼の指揮下に入った。1914年8月16日、シャバツ・ペチカの線でオーストリア＝ハンガリー軍と交戦したが、退却を余儀なくされた。その後、セルビア軍の総攻撃に参加した。1915年10月から12月の戦役時、ドイツ第11軍と対峙しつつ、軍のモンテネグロ、アルバニアへの退却を指揮した。軍と共にコルフ島に撤収し、1916年から1917年まで在露セルビア使節団に入った。1917年から国王儀典局長。
1921年9月、退役。